# Ermal Meta
Ermal Meta (ur. 20 kwietnia 1981 we Fierze) – włoski piosenkarz, autor piosenek i multiinstrumentalista albańskiego pochodzenia.

## Życiorys

### Wczesne lata
Urodził się we Fierze. W wieku trzynastu lat przeniósł się z rodziną do Bari w południowych Włoszech.

### Kariera

#### Współpraca z zespołami
Zaczynał karierę muzyczną jako gitarzysta we włoskim zespole muzycznym Ameba4. W 2006 wystąpił z muzykami w koncercie „Debiutantów” podczas 56. Festiwalu Piosenki Włoskiej w San Remo, na którym zagrali piosenkę „Rido... forse mi sbaglio”. Utwór znalazł się na ich debiutanckim albumie studyjnym, zatytułowanym Ameba4, który ukazał się w lutym 2006.
W 2007 został wokalistą zespołu La Fame di Camilla, z którym wydał trzy albumy studyjne: La Fame di Camilla (2009), Buio e luce (2010) i L’attesa (2012). W 2010 startowali z piosenką „Buio e luce” w koncercie „Debiutantów” podczas 60. Festiwalu Piosenki Włoskiej w San Remo. W 2013 zakończyli wspólną działalność.

#### Działalność solowa
Przed rozpoczęciem kariery solowej współpracował jako autor piosenek dla wykonawców, takich jak m.in.: Marco Mengoni, Emma Marrone, Annalisa, Patty Pravo czy Lorenzo Fragola. W 2013 wystąpił gościnnie w piosence Patty Pravo „Non mi interessa”. W 2014 nagrał piosenkę „Tutto si muove” będącą motywem przewodnim włoskiego serialu telewizyjnego Braccialetti rossi. W 2016 uczestniczył z piosenką „Odio le favole” w koncercie „Debiutantów” podczas 66. Festiwalu Piosenki Włoskiej w San Remo. Singiel znalazł się na jego debiutanckim, solowym albumie studyjnym, zatytułowanym Umano, wydanym 12 lutego 2016.

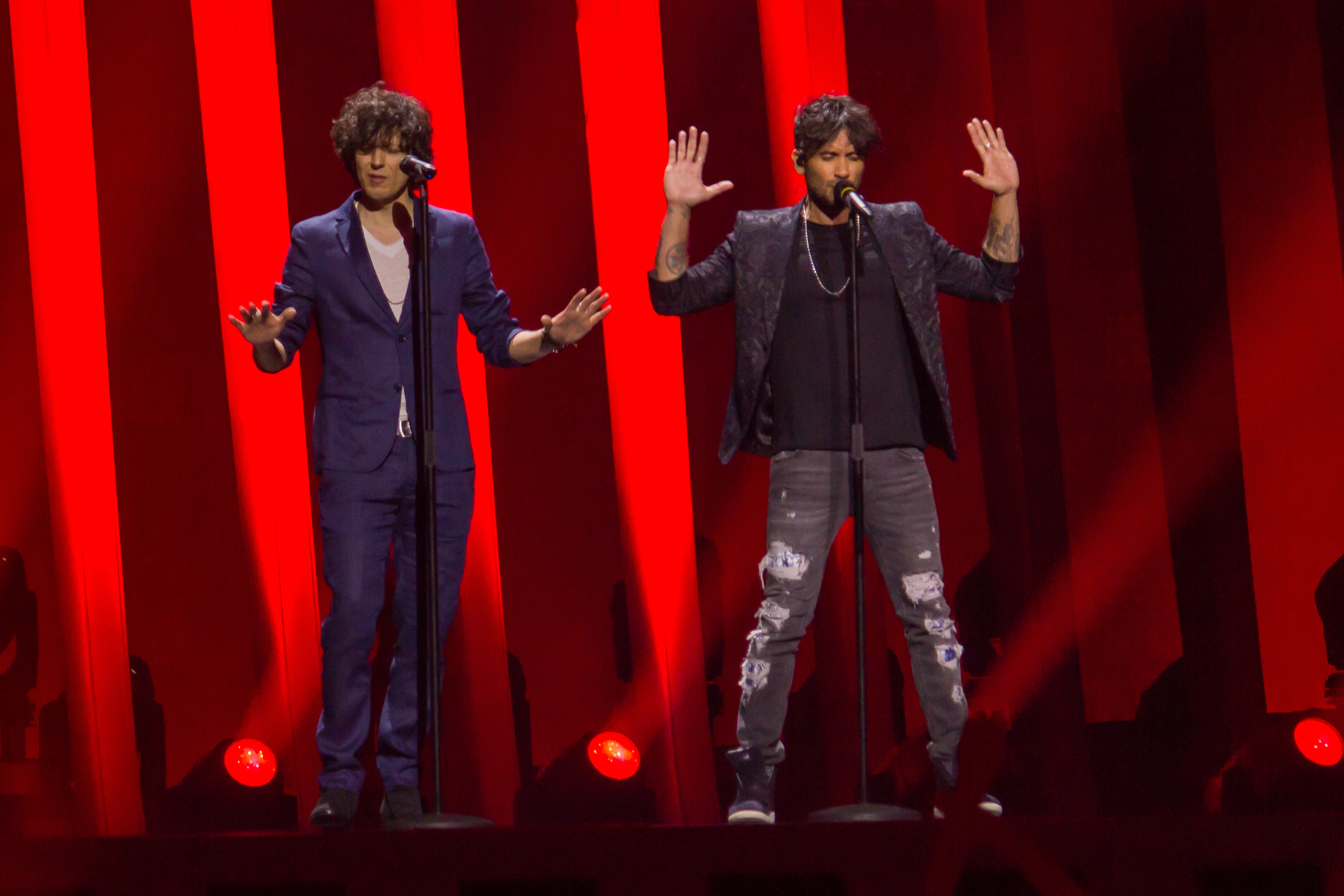
Ermal Meta i Fabrizio Moro podczas występu w 63. Konkursie Piosenki Eurowizji w Lizbonie, maj 2018

W 2017 wystąpił w koncercie „Wielkich Artystów” podczas 67. Festiwalu Piosenki Włoskiej w San Remo, na którym zajął trzecie miejsce z piosenką „Vietato morire”, a także został wyróżniony nagrodą za „Najlepszy występ z coverem” za wykonanie autorskiej wersji utworu Domenico Modugno „Amara terra mia”. Po finale konkursu otrzymał Nagrodę Krytyków im. Mii Martini. 10 lutego wydał swój drugi album studyjny, zatytułowany Vietato morire. W marcu został jednym z jurorów szesnastej edycji telewizyjnego konkursu talentów Amici di Maria De Filippi. 11 lutego 2018, w duecie z Fabrizio Moro, triumfował ze wspólnie nagraną piosenką „Non mi avete fatto niente” w koncercie „Wielkich Artystów” podczas 68. Festiwalu Piosenki Włoskiej w San Remo. Niedługo po finale festiwalu potwierdzono, że duet będzie reprezentował Włochy w 63. Konkursie Piosenki Eurowizji w Lizbonie. 12 maja wystąpili w finale konkursu jako ostatni, 26. w kolejności i zajęli piąte miejsce po zdobyciu 308 punktów w tym 249 punktów od telewidzów (3. miejsce) i 59 pkt od jurorów (17. miejsce). Przed występem w konkursie, 9 lutego wydał swój trzeci solowy album studyjny, zatytułowany Non abbiamo armi.

## Dyskografia

### Albumy studyjne

#### Z zespołem Ameba4
- Ameba4 (2006)

#### Z zespołem La Fame di Camilla
- La Fame di Camilla (2009)
- Buio e luce (2010)
- L’attesa (2012)

#### Solowe
- Umano (2016)
- Vietato morire (2017)
- Non abbiamo armi (2018)